# Margaret Mee

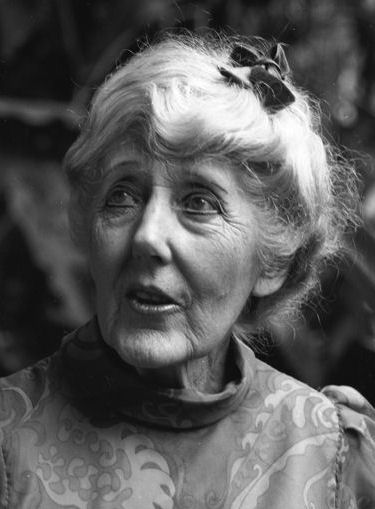
Margaret Mee an ihrem 79. Geburtstag im Mai 1988. Foto aufgenommen von Tony Morrison während einer Reise entlang des Rio Negro, auf der Suche nach der seltenen Strophocactus wittii.

Margaret Ursula Mee, MBE (* 22. Mai 1909 in Whitehill, Chesham, Buckinghamshire als Margaret Ursula Brown; † 30. November 1988 in Seagrave, Leicestershire) war eine britische Illustratorin der Botanik, die auf Pflanzen des brasilianischen Amazonas spezialisiert war.

## Leben
Nach dem Besuch der Dr Challoner’s Grammar School in Amersham und der Bushey Academy in Bushey unterrichtete sie für kurze Zeit in Liverpool. Anschließend reiste sie ins Ausland. Im März 1933 erlebte sie den Reichstagsbrand in Berlin und den anschließenden Boykott jüdischer Geschäfte. Während des Zweiten Weltkriegs arbeitete Mee in Hatfield als Zeichnerin an der de Havilland Aircraft Company. 1936 heiratete Margaret Mee Reginald Bruce Bartlett; die Ehe wurde 1943 geschieden. Wie ihr Mann wurde sie Mitglied der Communist Party of Great Britain. Nach dem Krieg studierte Mee an der Saint Martin’s School of Art in London, wo sie Greville Mee, ihren späteren Ehegatten, kennenlernte. Am Camberwell College of Arts machte sie 1950 ihren Abschluss in Malerei und Design.
1952 zog Mee mit ihrem Ehemann nach Brasilien, wo sie zunächst Kunst an der British School in São Paulo unterrichtete. Ab 1956 nahm sie an mehreren Amazonasexpeditionen teil, wobei sie etwa 400 Zeichnungen seltener Pflanzen anfertigte. Margaret Mee starb 79-jährig bei einem Autounfall in Seagrave.
1989 wurde die Margaret Mee Botanical Foundation in São Paulo gegründet.

## Ehrungen und Auszeichnungen
- 1976: Order of the British Empire
- 1975: Ehrenbürger von Rio de Janeiro
- 1979: Orden vom Kreuz des Südens
- 1990: Global 500 Award